# Espace Foutah
Pour les articles homonymes, voir Espace.
Espace Fouta ou Radio Espace Fouta est une station de radio généraliste privée basée en Guinée à Labé.
Elle fait partir du groupe Hadafo Médias de Lamine Guirassy.

## Historique
Le 27 septembre 2010, le signal de la radio a été lancé avec la 99,7 MHz.

### Historique des directeurs
- Oumar Barry

## Fermeture
Le 23 mai 2024, la fréquence d'exploitation de la radio 99,7 MHz a été retirée par l'ARPT, une suite logique du retrait de la licence de la radio mère Espace FM le 22 mai.